# Kożyczkowo
Kożyczkowo/Kòżëczkòwò is een plaats in het Poolse district  Kartuski, woiwodschap Pommeren. De plaats maakt deel uit van de gemeente Chmielno en telt 451 inwoners.